# Richard Haan
Richard Haan (* 18. března 1949 Košice) je český zpěvák a operní pěvec-barytonista, hudební pedagog a dálkový plavec, držitel Ceny Thálie pro rok 2010, sólista Státní opery v Praze, přemožitel Lamanšského průlivu.

## Umělecká činnost
Richard Haan soukromě studoval zpěv u Reného Tučka a Jitky Švábové.
- Severočeské divadlo opery a baletu Ústí nad Labem (1974–1982)
- Moravské divadlo Olomouc Olomouc (1982–1984),
- Janáčkovo divadlo Brno (1985–1990)
- Slovenské národní divadlo Bratislava (1990–1993)
- Státní opera Praha (od roku 1993)

Jako host působil také v opeře Národního divadla a několik sezón byl angažován v Slovenském národním divadle v Bratislavě. Hostoval v mnoha evropských operních divadlech a koncertních domech (Vídeň, Salcburk, Berlín, Hamburk, Lipsko, Paříž, Madrid, Lucemburk, Amsterdam, Gent, Palermo, Budapešť, Edinburgh, Monte Carlo aj.),  rovněž v Izraeli, Venezuele,  USA a Japonsku.
Za svou pěveckou kariéru nastudoval přes 140 barytonových rolí.
Nejvíce se dostal do povědomí coby babylonský král Nabucco ve stejnojmenné Verdiho opeře . Nabucca zpíval ve Státní opeře a po celém světě více než 550 krát. Mezi jeho další výrazné a nezapomenutelné role patří Verdiho Rigoletto a Falstaff, Wagnerův Bludný Holanďan, baron Scarpia (z Pucciniho opery Tosca) Mozartův Don Giovanni či Přemysl ve Smetanově Libuši. Celkový přehled rolí se nachází na jeho osobním webu.
V roce 2010 obdržel Cenu Thálie za ztvárnění role Sebastiana v brněnské inscenaci d’Albertovy opery Nížina.

## Rodina
Jeho manželkou je zpěvačka a herečka divadla Semafor Jolana Haan Smyčková (* 1979). Mají dva syny. Společně vystupují v recitalu Semafor a jiná klasika.

## Sportovní činnost
V roce 2005 ve věku 55 let na čtvrtý pokus (neúspěšný byl v letech 1999, 2002) jakožto devátý Čech v celkovém pořadí přeplaval Lamanšský průliv (společně se sportovním novinářem, členem Redakce sportu České televize Stanislavem Bartůškem). Svůj výkon úspěšně zopakoval v roce 2023.
Kromě toho je také vytrvalcem, jenž dokázal přeplavat Gibraltarskou úžinu.

## Ocenění
- 2010 Cena Thálie za roli Sebastiana v inscenaci opery Nížina Eugena d'Alberta v Janáčkově divadle v Brně
- 2018 cena Master Prix za celoživotní dílo